# Stearinsäureethylester
Stearinsäureethylester ist eine chemische Verbindung aus der Gruppe der Fettsäureester.

## Vorkommen
Stearinsäureethylester kommt häufig in Pflanzenölen vor. Die Verbindung wurde auch in jamaikanischem Rum, Ahornsirup, Grapefruitsaft, Guave, Trauben, Cognac, Rum, Whiskey, Sekt, Senf, Rindfleisch, Kakao und Maisöl nachgewiesen.

## Gewinnung und Darstellung
Stearinsäureethylester kann durch Veresterung von Stearinsäure mit Ethanol gewonnen werden.

## Eigenschaften
Stearinsäureethylester ist ein weißer Feststoff, der praktisch unlöslich Wasser ist.

## Verwendung
Stearinsäureethylester wird als Aromastoff verwendet. Die Verbindung wird auch als Weichmacher für PVC verwendet.